# John Edgar Coover
John Edgar Coover (* 16. März 1872 in Remington, Indiana; † 19. Februar 1938 an der Stanford University) war ein US-amerikanischer Psychologe und ein Pionier der parapsychologischen Forschung.
Coover promovierte 1912 als erster an der Stanford University in Psychologie und verblieb (mit kurzen Unterbrechungen) in Stanford, bis er 1937 als Professor für Psychologie emeritiert wurde.
Bereits 1912 begann er mit 40 Spielkarten statistische Untersuchungen über außersinnliche Wahrnehmung durchzuführen. Er machte 10.000 Experimente mit 97 Personen, die die einzelnen Karten mental zu senden und 105 Personen, die sie zu empfangen versuchten. Die Resultate (294 statt des Erwartungswertes von 250 Treffern) fand er selbst nicht aussagekräftig, obwohl sie heute in der Parapsychologie als signifikant gelten.
John Edgar Coover veröffentlichte seine Untersuchungen 1914 in den Proceedings of the Society for Psychical Research unter dem Titel Thought transference.